# شاه ميرس (أوجان الغربي)
شاه میرس (بالفارسية: شاه‌میرس) هي مستوطنة تقع في إيران في قسم أوجان الغربي الريفي. يقدر عدد سكانها بـ 76 نسمة .